# Ordine e disordine
(Inizio del VII capitolo del libro)
Ordine e disordine è un saggio di Luciano De Crescenzo.
Nel saggio, l'autore, vuole mostrare  i concetti di Ordine e Disordine in vari campi, dal gioco d'azzardo alla filosofia.

## Capitoli
Nel libro i capitoli sono numerati con i numeri romani.
1. Quaterna secca
2. La matematica
3. La metamorfosi
4. De immonditia
5. La stocastica
6. Il limbo
7. L'età del Disordine
8. Ordine e ammuina
9. Lo sport
10. Il computer
11. Ordine e disordine nell'arte
12. Ordine e disordine nel cinema
13. Il Bene e il Male
14. Il venditore di maniglie
15. La doccia del disordine
16. Notarella su Nietzsche, Apollo e Dioniso

Appendice-Il gioco dell'Ordine e del Disordine